# Мітч Деніелс
Мітчелл Еліас «Мітч» Деніелс-молодший (англ. Mitchell Elias «Mitch» Daniels, Jr.; нар. 7 квітня 1949, Мононгахіла, Пенсільванія) — американський політик, член Республіканської партії. З 2013 року Деніелс очолює Університет Пердью.
Є випускником Принстонського університету, навчався у Школі права Університету Індіани, має ступінь доктора права Юридичного центру Джорджтаунського університету. У 2001–2003 роках він був директором Управління планування та бюджету. З 2005 по 2013 рік працював губернатором штату Індіана.